# Prodziekan do spraw studenckich
Prodziekan do spraw studenckich – zastępca dziekana wydziału uczelni wyższej w sprawach, które nie są związane z kształceniem bezpośrednio. Ponieważ każda uczelnia akademicka ma autonomię, zakres obowiązków poszczególnych zajmujących to stanowisko może się trochę różnić. Powinien obejmować:
- odpowiedzialność dyscyplinarna żaków (poważniejsze incydenty trafiają wyżej)
- współpracę z organizacjami studenckimi
- współpracę z samorządem studentów
- nadzór nad konkursami i imprezami organizowanymi przez żaków
- przyznawanie miejsc w akademiku, pomocy finansowej, zwolnienia z opłat lub ulgi (może być wymagana akceptacja tej decyzji przez prorektora ds. studenckich).

Czasem też:
- przyznanie urlopu dziekańskiego
- powtarzanie roku

Lecz te w większości przypadków są w zakresie kompetencji dziekana lub prodziekana ds. dydaktycznych.